# Castrillo Mota de Judíos
Castrillo Mota de Judíos (denominato Castrillo Matajudíos fino al giugno 2015) è un comune spagnolo di 52 abitanti della comunità autonoma di Castiglia e León. 
La località diede i natali al compositore Antonio de Cabezón.
Il 25 maggio 2014, in concomitanza con le elezioni del Parlamento europeo, si svolse un referendum popolare per il cambio di nome e il paese espresse la volontà di essere rinominato Castrillo Mota de Judíos, in quanto Matajudíos in spagnolo significa "ammazza-giudei". In seguito al risultato, fu convocata per il 3 giugno 2014 una riunione plenaria del consiglio comunale, al fine di deliberare l'avvio dell'iter legale del cambio di denominazione. Il nuovo nome fu ufficializzato il 22 giugno 2015.